# ألفين بارغر
ألفين بارغر (بالألمانية: Alwin Berger) هو عالم نبات ألماني، ولد سنة 1871 بموشليتز (ألمانيا) وتوفي في 20 أبريل 1931.